# Le Chat sauvage
Pour plus de détails, voir Fiche technique et Distribution.
Le Chat sauvage (titre original : The Big Cat) est un film d'aventures américain réalisé par Phil Karlson, sorti en 1949.

## Synopsis
La sécheresse des années 1930 oblige un grand couguar à descendre des hautes terres de l'Utah pour s'attaquer au bétail des agriculteurs locaux, ce qui incite ces derniers à poursuivre et tuer l'animal sans succès. Danny Turner arrive alors dans la région pour emménager dans la maison natale de sa mère qui appartient maintenant à son beau-père, Tom Eggars. Celui-ci est constamment menacé par un voisin hostile, Gil Hawkes. Peu de temps après l'arrivée de Danny, Tom et Gil ont une bagarre, signe certain d'une guerre imminente. Quand Danny arrive, il rencontre Doris Cooper, pour qui il a le béguin. Après quelques appels rapprochés avec Gil, la sécheresse et le couguar deviennent des problèmes si importants que le maire d'une ville voisine annonce qu'une chasse est lancée. La chasse est infructueuse, le chien des Eggars poursuivant le couguar jusqu'à son repaire et le groupe laissé derrière. Tom dit à Danny qu'il devra peut-être déménager et vivre avec la famille Hawkes en raison des problèmes qu'il a autour de la ferme.
Le lendemain, il se rend sur la colline pour montrer à Gil et à sa famille qu'il viendra vivre avec eux. Le fils de Gil, Jim, taquine Danny à propos de son échec à tuer le couguar et de leur aversion pour Tom. Danny refuse alors de vivre avec eux car il se souvient que Gil est celui qui a maltraité sa mère et a refusé de la laisser épouser Tom. Tom entend cela et attaque Gil, et les deux se battent. Danny et Jim se battent également lorsque Jim, en colère, accuse Danny d'avoir commencé le combat. Danny et Tom gagnent les deux combats et Tom dit à Gil que Danny continuera à vivre avec lui.
Le lendemain matin, Tom emmène Danny à la chasse, mais en raison de son aversion pour les animaux, Danny refuse de tirer sur un cerf . Comprenant cela, Tom prend le pistolet et tire lui-même sur le cerf. Cependant, le couguar entend le bruit et les suit jusqu'à la cabane de Tom. Alors que Tom et Danny sont dans le hangar, s'apprêtant à dépecer le cerf, le puma entre dans la ferme et grignote la carcasse. Tom tire sur le puma et le poursuit dans les bois. Pendant ce temps, Danny retourne dans les bois pour récupérer une arme qu'il y a laissée. Tom poursuit le couguar en lui tirant dessus, mais le couguar le surprend alors en attaquant d'en haut. Le couguar tue Tom et s'enfuit dans le désert.
Affligée par la mort de Tom, Doris supplie Danny de ne pas s'en prendre au dangereux couguar mais le vengeur Danny jure de le faire. Avec son chien, il part à la recherche du couguar. Lui et son chien ont une poursuite mouvementée avec l'animal avant de le coincer dans une petite grotte. Incapables de voir dans le noir, Danny et son chien sont désavantagés et sont attaqués par le couguar. Dans la bataille qui s'ensuit, le chien de Danny est presque tué, mais Danny est capable de tuer la bête. Plus tard, Danny et Doris célèbrent sa victoire. Gil et Jim ne seront plus une menace pour Danny et Doris, désormais amants possibles.

## Fiche technique
- Titre : Le Chat sauvage
- Titre original : The Big Cat
- Réalisation : Phil Karlson, assisté de Noel M. Smith
- Scénario : Dorothy Yost, Morton Grant (d'après sa nouvelle)
- Chef opérateur : W. Howard Greene
- Musique : Paul Sawtell
- Montage : Harvey Manger
- Décors : Ben Bone, Armor Marlowe
- Production : William Moss pour Eagle-Lion Films
- Pays de production :  États-Unis
- Durée : 75 minutes
- Date de sortie :
  - États-Unis : avril 1949

## Distribution
- Lon McCallister : Danny Turner
- Peggy Ann Garner : Doris Cooper

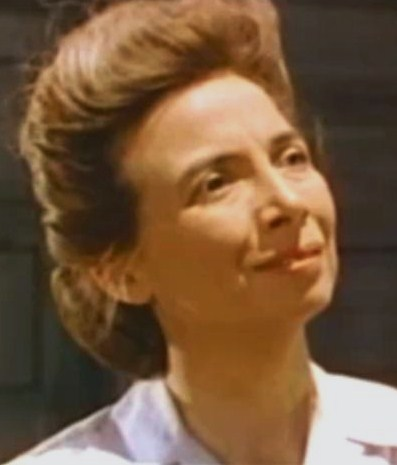
Capture d'écran recadrée de Sara Haden, extraite du film Le Chat sauvage (The Big Cat), 1949

- Preston Foster : Tom Eggers, le propriétaire de la plantation désaffectée
- Forrest Tucker : Gil Hawks
- Skip Homeier : Jim Hawks, le fils de Gil
- Sara Haden : Mary Cooper, la mère de Doris
- Irving Bacon : Matt Cooper
- Gene Reynolds : Wid Hawks